# Старосамбірська синагога
Староса́мбірська синаго́га — юдейський молитовний будинок (синагога) в Україні. Розташована в місті Старий Самбір Львівської області, на захід від центральної частини міста, на вулиці Б. Хмельницького. 

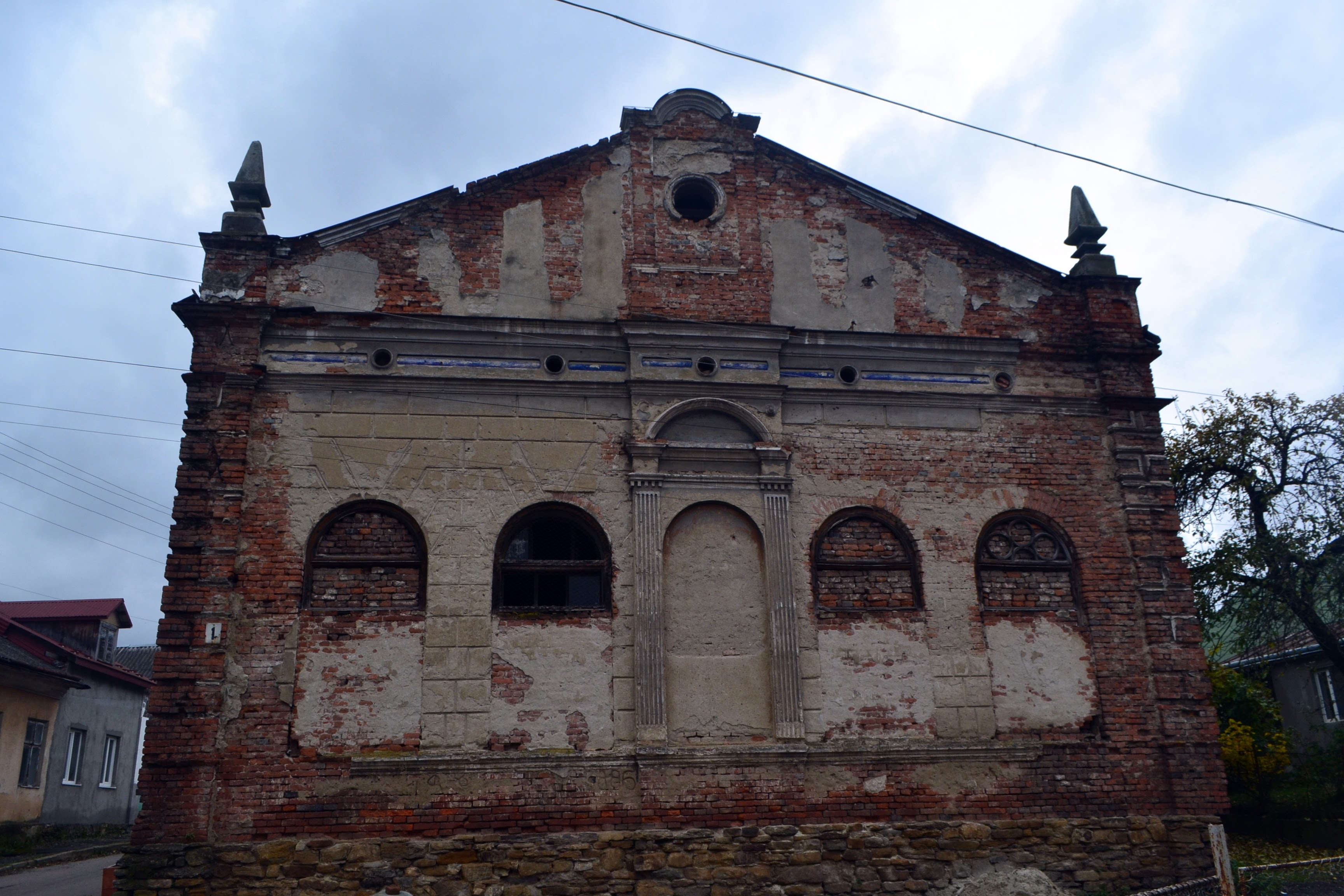
2016 рік

Збудована під кінець XIX ст. Є однією з небагатьох в Україні, яку не знищено під час Другої світової війни. Все ж синагога була сильно пошкоджена, і після війни не відновлювалось, оскільки вся велика єврейська громада міста була винищена нацистами. Приміщення довший час використовувалось як склад. Нині занедбане і поступово руйнується.